# أبوسومات صغيرة
الأبوسومات الصغيرة (الاسم العلمي: Microbiotheriidae) هي فصيلة قديمة من الثدييات تتبع رتبة الأبوسوميات الصغيرة من الجرابيات الأسترالية. تبقى منها عضو وحيد هو الأبوسوم زغبي الوجه.

## التصنيف
- †الأبوسوم الصغير
- †الأبوسوم الصغير الفجري
- الأبوسوم زغبي الوجه